# Hablainville
Hablainville ist eine französische Gemeinde mit 223 Einwohnern (Stand 1. Januar 2022) im Département Meurthe-et-Moselle in der Region Grand Est (vor 2016 Lothringen). Sie gehört zum Arrondissement Lunéville und zum Kanton Baccarat. Die Einwohner nennen sich Hablainvillois(es).

## Geografie
Die Gemeinde liegt etwa 45 Kilometer südöstlich von Nancy im Südosten des Départements Meurthe-et-Moselle. Nachbargemeinden sind Réclonville im Norden, Pettonville im Nordosten, Vaxainville im Osten, Brouville im Südosten, Azerailles im Südwesten und Westen, Flin im Westen sowie Buriville im Nordwesten. Die Gemeinde besteht aus dem Dorf sowie Einzelgehöften.

## Geschichte
Die heutige Gemeinde wird 1314 erstmals als Hablenville in einem Dokument erwähnt. Hablainville gehörte historisch zum Herzogtum Lothringen, das 1766 an Frankreich fiel. Bis zur Französischen Revolution lag die Gemeinde dann im Grand-gouvernement de Lorraine-et-Barrois. Von 1793 bis 1801 war die Gemeinde dem Distrikt Blâmont und dem Kanton Ogeviller (Ogéviller) zugeteilt. Seit 1801 ist sie Teil des Kantons Baccarat. Seit 1801 ist Hablainville zudem dem Arrondissement Lunéville zugeordnet. Die Gemeinde lag bis 1871 im alten Département Meurthe.

## Bevölkerungsentwicklung
| Jahr                       | 1962 | 1968 | 1975 | 1982 | 1990 | 1999 | 2007 | 2019 |
| Einwohner                  | 221  | 209  | 193  | 162  | 162  | 191  | 204  | 213  |
| Quellen: Cassini und INSEE |      |      |      |      |      |      |      |      |

## Verkehr
Hablainville liegt an keiner Bahnstrecke. Zwei Kilometer südlich liegt die Haltestelle Azerailles an der Bahnstrecke von Lunéville nach Saint-Dié-des-Vosges. Südlich, unweit der Gemeinde, führt die N59 vorbei. In der Nachbargemeinde Azerailles besteht ein Halbanschluss Richtung Lunéville. Der nächstgelegene Vollanschluss ist in Gélacourt. Für den regionalen Verkehr sind die D19 und die D165 wichtig, die durch das Dorf führen.

## Sehenswürdigkeiten
- Dorfkirche Saint-Martin aus dem 18. Jahrhundert; 1950 renoviert
- Kapelle Notre-Dame-de-Bon-Secours in der Grande Rue
- zwei militärische Beobachtungsplätze aus dem Ersten Weltkrieg (Domjenal und Valainville)
- Denkmal und Gedenkplatte für die Gefallenen[1][2]
- mehrere Dorfbrunnen

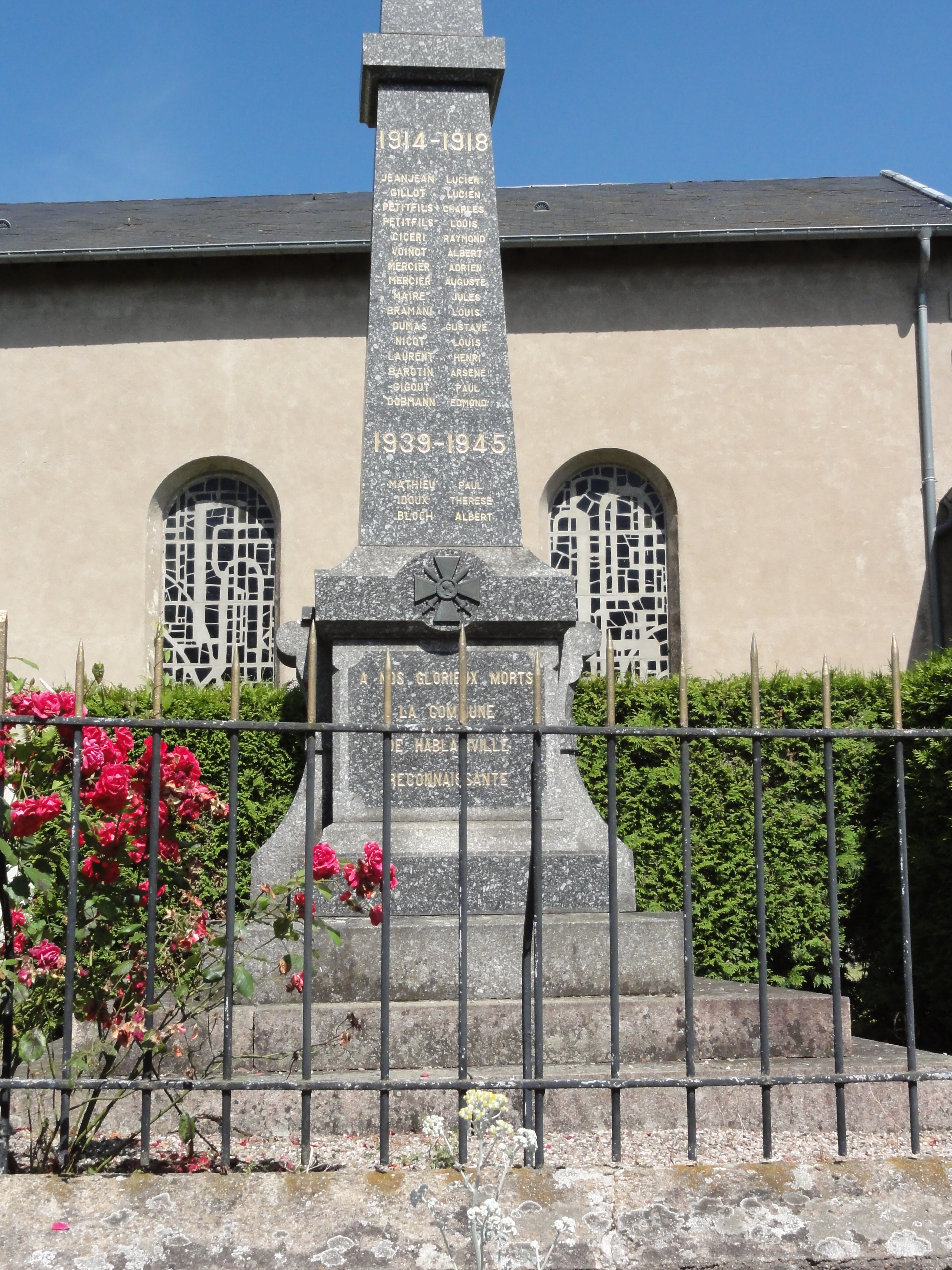
Denkmal für die Gefallenen
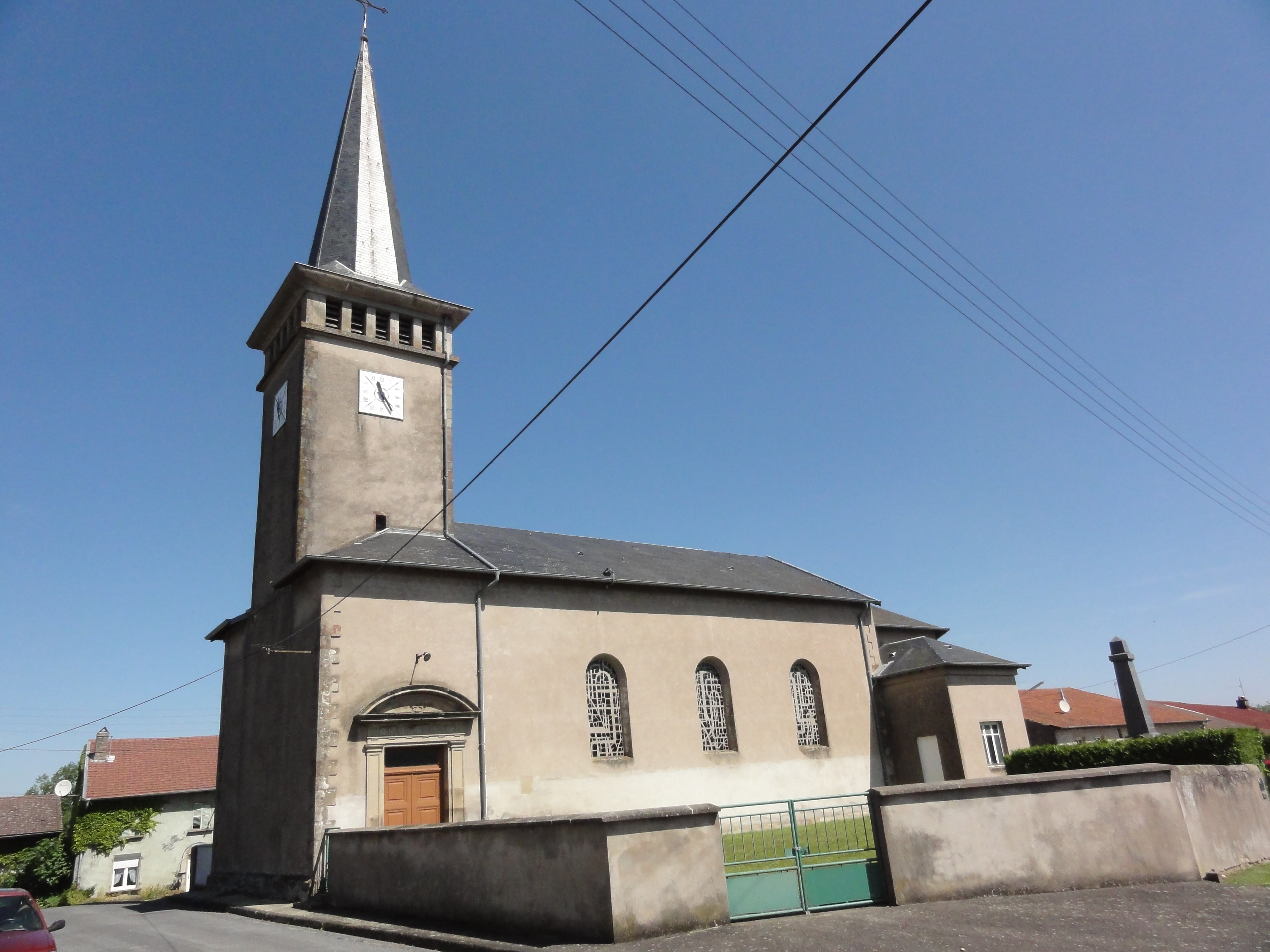
Dorfkirche Saint-Martin
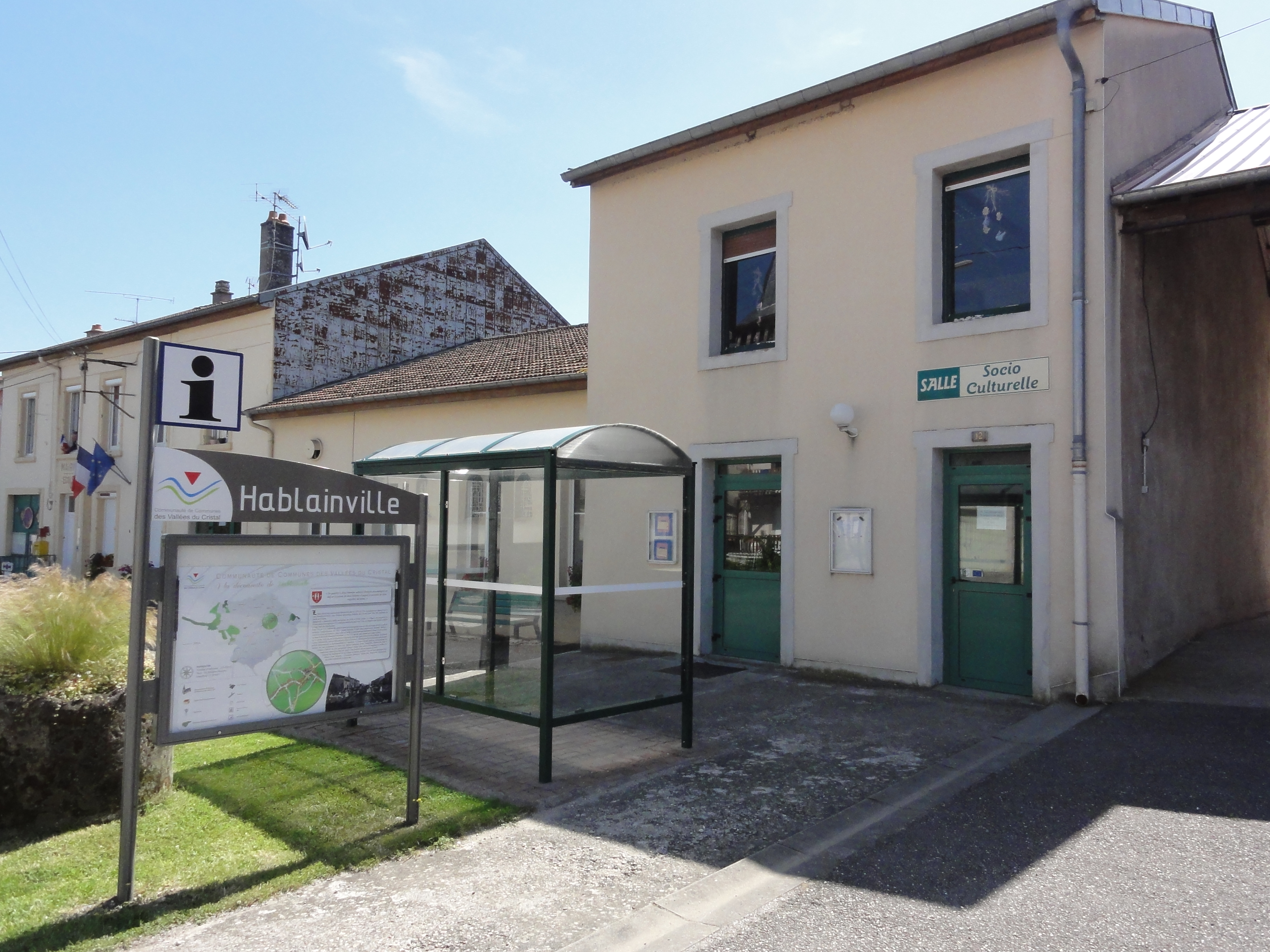
Kulturhaus
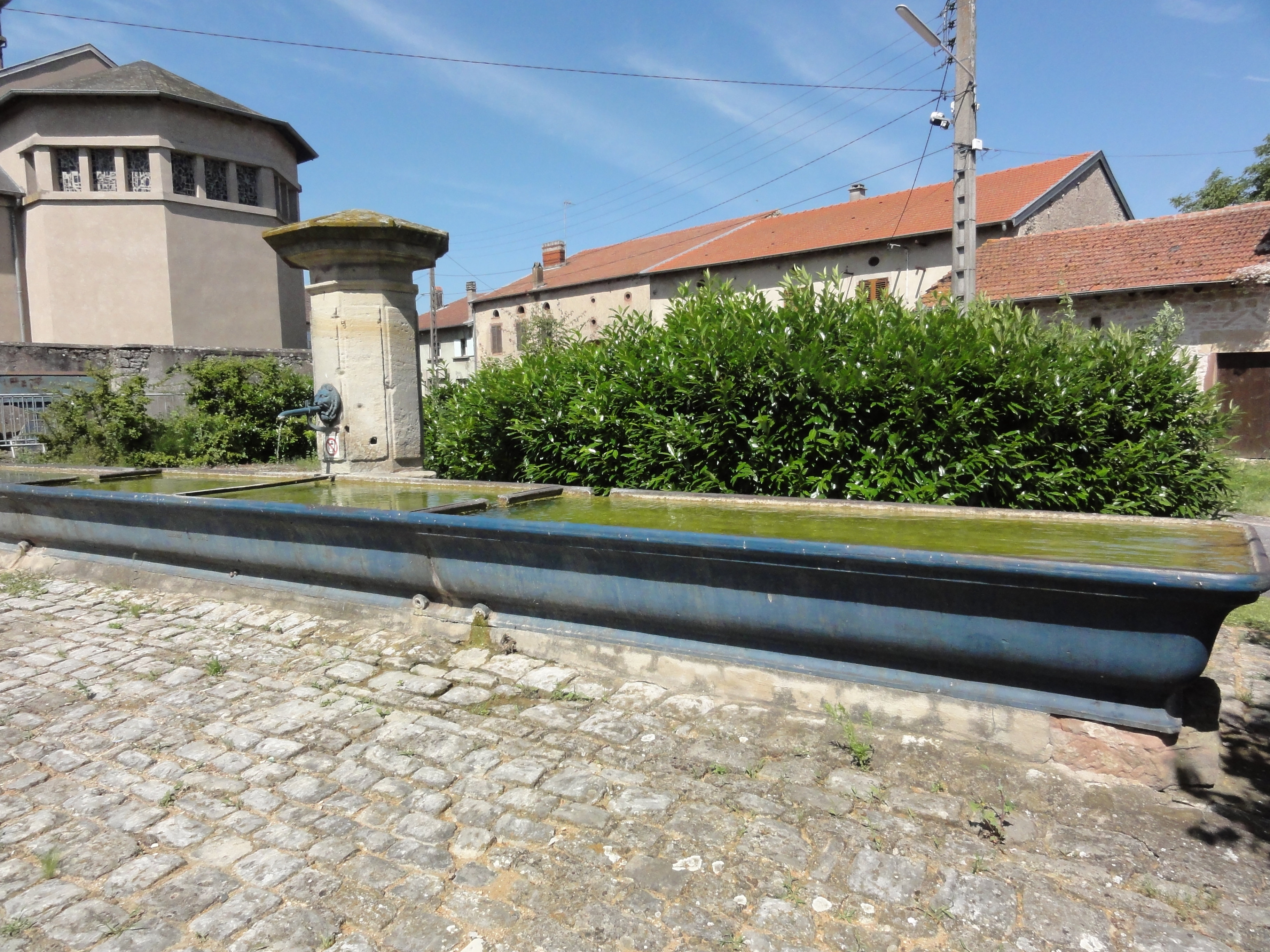
Einer der Dorfbrunnen
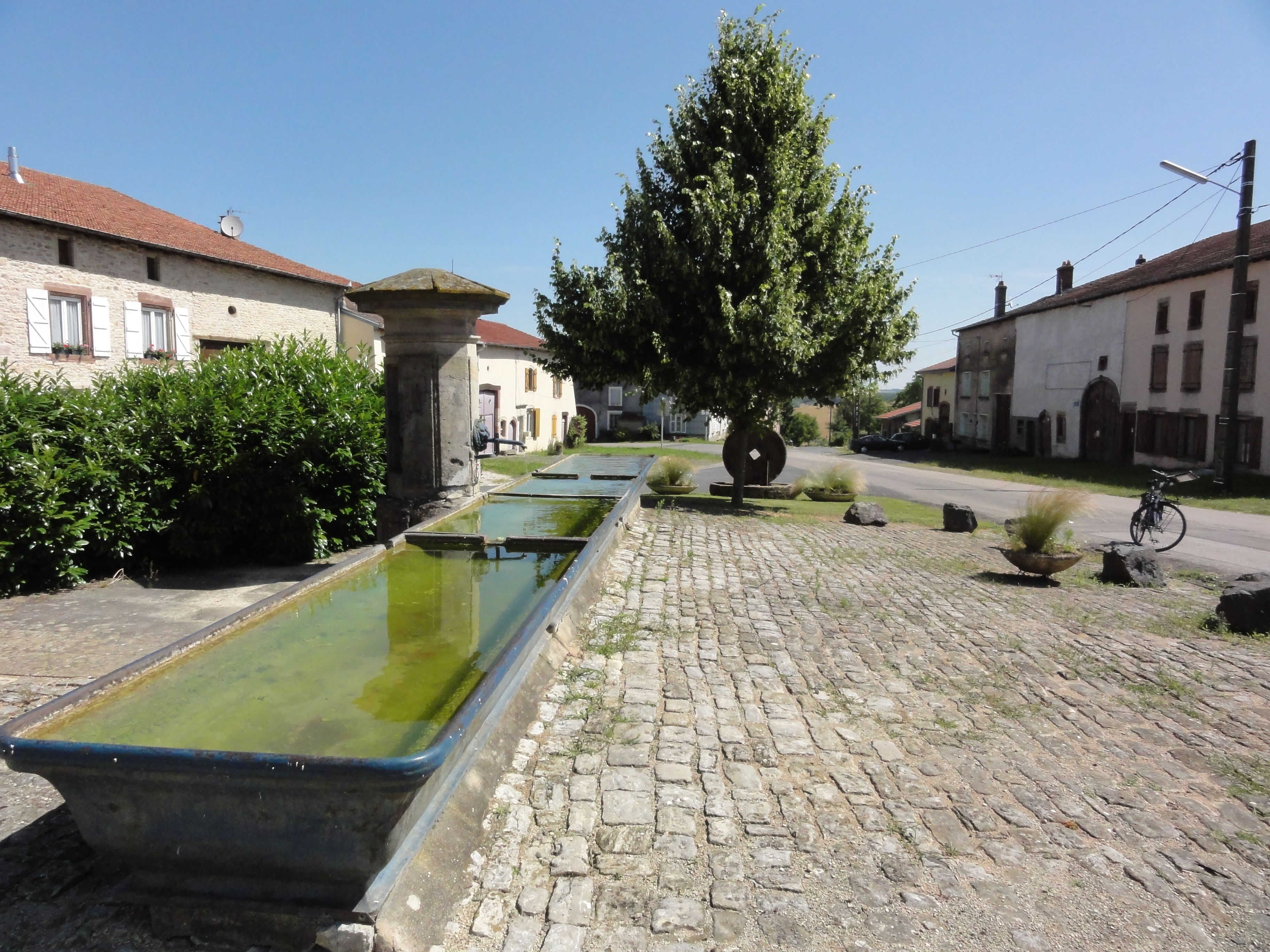
Grande Rue in Hablainville